# Ascorhynchus auchenicus
Ascorhynchus auchenicus is een vissensoort uit de familie van de Ascorhynchidae. De wetenschappelijke naam van de soort is voor het eerst geldig gepubliceerd in 1879 door Slater.